# Sarah Jiménez
Sarah Jiménez Vernis (Piedras Negras, Coahuila, 3 de febrero de 1927-Ciudad de México, 13 de marzo de 2017) fue una artista y profesora mexicana. Fue conocida por su trabajo en las artes gráficas con tintes políticos durante la mitad del siglo XX, especialmente con el Taller de Gráfica Popular, lo que le valió un lugar en el Salón de la Plástica Mexicana. Después de un tiempo en el taller, su carrera cambió de rumbo hacia la enseñanza y su trabajo fue olvidado. Hay esfuerzos recientes por la recuperación de su obra.[cita requerida]

## Vida
Nació en Piedras Negras, Coahuila, al norte de México. Pasó sus primeros años creciendo cerca de la frontera con los Estados Unidos hasta que su familia se mudó a Córdoba, Veracruz, donde estudió primaria y media en la Escuela de Artes y Oficios.
Su padre, José Guadalupe Jiménez, fue un doctor militar parte del Sistema Ferroviario Mexicano y partícipe de la Revolución mexicana; él conoció a su madre, Sarah Vernís, en un tren durante la guerra. Fue médico del ejército que apoyaba a Carranza. Cuando a Obregón le amputaron el brazo, él fue quien le ofreció primeros auxilios. La pareja tuvo 7 hijos: Alfonso, Alberto, Guadalupe, Concepción, Mario, Ofelia y Sarah. Jiménez Vernís comenzó a dibujar en secundaria y también aprendió a tocar el piano. Su padre la llamaba "mi pintora de ollitas".
Sarah se mudó a la Ciudad de México en 1947 para vivir con su tía y su abuela paternas. Al principio, su padre le pidió estudiar Comercio y Taquigrafía, lo que hizo durante tres años. No obstante, después se transfirió a la Escuela Nacional de Pintura, Escultura y Grabado "La Esmeralda" para estudiar arte hasta 1953. Sus maestros incluyen a: Nefero, Santos Balmori, Isidoro Ocampo, Fernando Castro Pacheco, Erasto Cortés Juárez, Agustín Lazo, Arturo Estrada Hernández y Raúl Anguiano. El último le dejó la clase a ella cuando se fue a Europa. Entre sus compañeros de clase están: Ignacio Aguirre, Luis Arenal Bastar, Alberto Beltrán, Ángel Bracho, Arturo García Bustos, Leopoldo Méndez y Andrea Gómez.
Viajó mucho a lo largo y ancho de México así como en Yugoslavia e Italia. Fue invitada a la Unión Soviética dos veces en 1967 y 1974 como encargada del mural transportable de Leopoldo Méndez. En sus últimos años vivió en un pequeño hogar cerca del Monumento a la Raza en la Ciudad de México.

## Carrera profesional
Aunque estudió escultura durante su tiempo en la Esmeralda, su carrera artística estuvo enfocada principalmente en el grabado y algo de dibujo y pintura. En 1954 participó en la creación de un mural en la Escuela Belisario Domínguez, en la que su parte del trabajo era plasmar un soldado muerto de la Revolución mexicana. Durante este tiempo, su padre murió pero completó su trabajo antes de viajar a Córdoba, Veracruz.
Jiménez Vernís empezó a exhibir su trabajo en 1957. Se unió al Taller de Gráfica Popular (TGP) en 1963 junto con su amigo Adolfo Quintero, cuando la organización estaba en auge. lo que le gustó del TGP es el contacto que tenían con los trabajadores, los agricultores y estudiantes. Mucho del trabajo con la organización estaba relacionado con hacer panfletos y otros anuncios para eventos políticos y sindicatos. Verníz dejó la organización cuatro años después en 1967, un poco antes de la muerte de Leopoldo Méndez, por conflictos internos. No obstante, sigue pensando que todavía se necesita en México levantar la voz para los obreros pobres.
Después de dejar el Taller, Jiménez Vernís empezó con su carrera de enseñanza, primero con la Escuela de Iniciación Artística Núm 1 del INBA y luego en el bosque de Chapultepec donde se retiró en 1989.
Su trabajo ha sido mostrado tanto en México como en el extranjero con exhibiciones importantes como las Bienales de Liubliana, Yugoslavia en 1957, la Casa de las Américas en La Habana en 1960, la Bienal de Chile en 1965, la segunda Trienal de Xilografía Contemporánea, Pío de Capri, Italia en 1972 y un Homenaje Colectivo a Leopoldo Méndez. Sarah recibió apoyo financiero por su trabajo por parte del Instituto Nacional de Bellas Artes por cuatro años.
El trabajo de la artista puede encontrarse tanto en colecciones públicas y privadas tanto en México como en el extranjero, especialmente en Estados Unidos y Europa. Vendió la mayoría de sus obras en Texas para recaudar dinero para una de sus hermanas. Por esa razón, una importante cantidad de piezas están en los Estados Unidos como por ejemplo su famoso retrato de Emiliano Zapata, el cual está en el Marion Koogler McNay Museum in San Antonio. El Museo Nacional de Arte de México (MUNAL) también tiene obras suyas. El Museo Nacional de la Estampa en la Ciudad de México también tiene una serie de obras que realizó en los años 60 en La Habana, Cuba sobre la Revolución cubana.
Aunque fue admitida en el Salón de la Plástica Mexicana, en conjunto con otros artistas del Taller de Gráfica Popular, su trabajo fue olvidado para finales del siglo veinte. Ha habido intentos en revivir el interés en él. En 2008, su trabajo fue presentado en el Museo Mural Diego Rivera para promover artistas mexicanas de la generación de Frida Kahlo.  En el 2014, el Salón de la Plástica Mexicana llevó a cabo una retrospectiva de su trabajo de más de 50 obras que más tarde fueron enviadas de tour al estado natal de Sarah en Coahuila.

## Arte
Se especializó principalmente en obras gráficas como parte de su actividad política. En su juventud su trabajo fue bastante polémico. Nunca perteneció a un partido político, pero su obra gráfica refleja ideales izquierdistas. Su trabajo se enfoca en asuntos sociales, políticos y económicos especialmente relacionados con agricultores y obreros. Viajó en México ampliamente para capturar imágenes relacionadas con la vida cotidiana del país.
Jiménez Vernís todavía cree que el trabajo de las organizaciones como el que hace el Taller de Gráfica Popular es necesario hoy en día. Sin embargo dice que actualmente son muchos artistas que no les interesan obras relacionadas con lo social y político.